# Maatschappelijk Overleg Betalingsverkeer
Het Maatschappelijk Overleg Betalingsverkeer (of MOB) is in 2002 ingesteld ter bevordering van de maatschappelijke efficiëntie in het Nederlandse retailbetalingsverkeer. Het MOB is breed samengesteld uit instanties die aanbieders en gebruikers van het betalingsverkeer vertegenwoordigen, zoals de koepelorganisaties van winkeliers, banken, consumenten en organisaties van mensen met een functiebeperking.  

## Doelstelling
Het MOB heeft als taakopdracht bij te dragen aan een maatschappelijke efficiënte inrichting van het Nederlandse retailbetalingsverkeer door
- periodiek overleg over knelpunten en maatschappelijke gevolgen van ontwikkelingen in het betalingsverkeer;
- het samenwerken bij het verzamelen, analyseren en publiceren van niet-concurrentiegevoelige cijfermatige gegevens;
- het maken van principeafspraken over efficiencymaatregelen en maatregelen op het terrein van veiligheid, toegankelijkheid en bereikbaarheid in het betalingsverkeer en standaardisatie (bijvoorbeeld gezamenlijke campagnes om het gebruik van efficiënte betaalproducten te stimuleren);
- tijd te reserveren voor een open en vrije gedachtewisseling met betrekking tot beleidsvraagstukken in het betalingsverkeer.

## SEPA
Met de totstandkoming van de ‘Single Euro Payments Area’ (SEPA) zal het betalingsverkeer in Nederland in de nabije toekomst geleidelijk aan veranderen. Partijen spreken intensief over de manier waarop SEPA zal worden gerealiseerd en wat de gevolgen zijn voor gebruikers. Hoe de veranderingen door de vormgeving van SEPA kunnen worden opgepakt door alle belanghebbenden in het betalingsverkeer, zal binnen het MOB de belangrijkste uitdaging voor de komende jaren zijn. In mei 2006 is de Afstemgroep SEPA Nederland opgericht.

## Maatschappelijke efficiency
Een aantal partijen in het betalingsverkeer (banken, winkeliers, horeca en de olie-industrie) hebben op 17 november 2005 een Convenant Betalingsverkeer gesloten. Hierin zijn verschillende afspraken vastgelegd. Behalve een overeengekomen korting van ten minste 1 cent voor PIN-tarieven willen de betrokken partijen ook een verdere efficiency in het betalingsverkeer doorvoeren en de veiligheid vergroten. Dit betekent onder meer het verder stimuleren van elektronisch betalen, en het terugdringen van contante betalingen (‘war on cash’). Deze initiatieven kunnen bijdragen aan de door het MOB nagestreefde vergroting van de maatschappelijke efficiency.

## Veiligheid
Veiligheid van betalingsverkeer heeft een hoge prioriteit voor alle organisaties die aan het MOB deelnemen. Het gaat hierbij om veiligheid van betaalproducten, maar ook om persoonlijke veiligheid. Actuele thema’s zijn de ontwikkeling van het aantal valse bankbiljetten en bestrijding van fraude met identiteitsgegevens in het betalingsverkeer (identiteitsfraude).

## Toegankelijkheid en bereikbaarheid
Er zijn verscheidene manieren om bankzaken te regelen; dit hoeft tegenwoordig niet meer per se bij een bankkantoor. In de loop der jaren heeft een verschuiving plaatsgevonden van geldopnamen aan de balie van bankkantoren naar geldopnamen via geldautomaten. Overboeken kan via de post, per telefoon en de laatste jaren in toenemende mate via internet. Hoewel nog een aanzienlijk deel van de betalingen aan de toonbank contant wordt gedaan, wordt door de toename van elektronische betalingen in winkels tegenwoordig minder dan voorheen een beroep gedaan op de traditionele bankfuncties. De dienstverlening in bankkantoren verschuift daarom in toenemende mate naar hoogwaardige adviesdiensten en relatiemanagement. Daarnaast zijn banken met nieuwe initiatieven gekomen om de bereikbaarheid te vergroten zoals plaatsing van geldautomaten bij supermarkten en verlenging van openingstijden van bankkantoren. Banken leggen steeds meer de nadruk op verbetering van de toegankelijkheid van hun dienstverlening, vaak in combinatie met mogelijkheden die technologische ontwikkelingen bieden. 

## Innovaties
Innovaties, door middel van nieuwe technologie en nieuw ontwikkelde toepassingen, kunnen bijdragen aan de efficiëntie, veiligheid en toegankelijkheid van het betalingsverkeer. Het MOB besteedt daarom regelmatig aandacht aan deze ontwikkelingen. Een voorbeeld uit 2005 is de introductie van iDEAL als gebruiksvriendelijke en veilige manier voor betalingen op internet. In de toekomst zouden mogelijkheden tot contactloos betalen het afrekenen in winkels van kleinere bedragen kunnen vergemakkelijken.